# کومورانی (ناحیه ویشکوف)
کومورانی (به چکی: Komořany) یک منطقهٔ مسکونی در جمهوری چک است که در ناحیه ویشکوو واقع شده‌است. کومورانی ۵٫۸۸ کیلومتر مربع مساحت و ۶۷۵ نفر جمعیت دارد و ۲۴۴ متر بالاتر از سطح دریا واقع شده‌است.